# Stanisław Paweł Jabłonowski
Stanisław Paweł Jabłonowski herbu Prus III (ur. 15 lutego  1762 w Annopolu -  zm. 27 kwietnia 1822) – polski arystokrata, polityk, książę w Królestwie Kongresowym w 1820 roku.
Brat przyrodni Maksymiliana Jabłonowskiego.

## Życiorys
Jego ojcem był ks. Antoni Barnaba Jabłonowski, matką – pierwsza żona ojca Anna Sanguszkówna. 
Senator-wojewoda Królestwa Kongresowego, senator-kasztelan Księstwa Warszawskiego, generał major od 1783, szef Regimentu Gwardii Pieszej Wielkiego Księstwa Litewskiego, poseł nadzwyczajny w Berlinie w czasie Sejmu Czteroletniego, książę Świętego Cesarstwa Rzymskiego, poseł na sejm 1786 roku, poseł na Sejm Czteroletni z województwa wołyńskiego w 1788 roku, w latach 1811–1822 członek honorowy Towarzystwa Warszawskiego Przyjaciół Nauk.
W 1790 roku odznaczony Orderem Orła Białego, w 1784 został kawalerem Orderu Świętego Stanisława. Zmarł w drodze do swoich dóbr na Wołyniu.